# DVI (TeX)
DVI (от англ. DeVice Independent — аппаратно независимый) — формат выходных файлов издательской системы ΤΕΧ. Для генерации файлов в формате DVI используются текстовые файлы на языке ΤΕΧ, но в отличие от них файлы DVI не приспособлены для чтения человеком; они содержат двоичные данные, описывающие визуальное представление документа способом, не ориентированным на какой-либо формат изображения, монитор или принтер (отсюда название формата). Файлы DVI обычно подаются на вход другой программы (называемой DVI-драйвером), которая преобразует их в графические данные. Например, многие дистрибутивы ΤΕΧ включают программу предпросмотра файлов DVI на мониторе; эта программа является драйвером. Драйверы также используются для конвертирования файлов DVI в другие форматы (такие как PostScript, PDF) и для печати. Википедия использует PNG-драйвер для получения изображений математических формул.
Исходный текст на языке ΤΕΧ может быть (по крайней мере частично) восстановлен из файлов DVI, хотя получаемые при этом конструкции могут и не совпадать с оригинальными высокоуровневыми конструкциями языка, особенно если в исходном тексте использовались расширения обычного ΤΕΧ (например, LAΤΕΧ).
Формат DVI отличается от PostScript и PDF в том, что не поддерживает встроенных шрифтов. Документы в форматах PostScript и PDF могут содержать как непосредственно встроенные шрифты, так и ссылки на внешние шрифты. При печати или просмотре файла DVI не нужно иметь все шрифты, на которые он ссылается; будут показаны только символы имеющихся шрифтов.

## Описание
Формат DVI разрабатывался с условием быть компактным и простым для машинной обработки. По этой причине файл DVI представляет собой последовательность команд на «машинно-подобном языке». Каждая команда начинается с 8-битного кода команды, за которым следуют необязательные байты параметров. Например, команды с кодами в группе от 0x00 до 0x7F (0–127 в десятичной системе), set_char_i, печатают один символ и сдвигают воображаемый курсор вправо на ширину соответствующего изображения. В то же время команда с кодом 0xF7 (247), pre (преамбула; эта команда должна быть первой в DVI файле), имеет как минимум 14 байтов параметров и необязательный комментарий длиной до 255 байт.
В общих чертах файл формата DVI состоит из преамбулы, одной или более страниц и заключительной части. Имеется 6 переменных состояния, хранящихся как кортеж знаковых 32-битных целых чисел: (h, v, w, x, y, z). h и v — текущее горизонтальное и вертикальное смещения от верхнего левого угла (увеличение v сдвигает позицию на странице вниз), w и x содержат значения горизонтальных промежутков, y и z — вертикальных. Эти переменные могут обрабатываться в стеке.
Шрифты загружаются из файлов TFM и как таковые не содержатся непосредственно в DVI файле. Вместо этого хранятся лишь ссылки на них. На каждый загруженный один раз шрифт можно сослаться с помощью внутреннего индекса. Это сделано для уменьшения размеров файлов.
Формат DVI также ориентирован на кодировку символов в шрифтах, а не на кодировку используемой системы. Это означает, что, например, основанная на EBCDIC система может свободно обрабатывать файл DVI, созданный в системе, основанной на ASCII.

## Программы для просмотра DVI файлов
- xdvi, работает в среде X Window System на большинстве UNIX-совместимых платформ;
- xdvik, улучшенный вариант xdvi;
- Evince, входит в состав GNOME; кроме DVI поддерживает форматы PDF, PostScript, DjVu и TIFF.
- Okular, универсальный просмотрщик документов, входящий в состав KDE.
- yap (в составе MiKTeX, реализации TeX для платформы Windows)